# Chetogena janitrix
Chetogena janitrix là một loài ruồi trong họ Tachinidae.